# Касьянов, Ринат Римович
Ринат Римович Касьянов (род. 19 марта 1971, Казань) — советский, российский хоккеист, нападающий. Мастер спорта России.

## Биография
Воспитанник СК имени Урицкого (Казань). В сезоне 1988/89 дебютировал в первенстве СССР, проведя за команду второй лиги «Сокол» Новочебоксарск три матча. По ходу следующего сезона стал играть за СК им. Урицкого в переходном турнире. Следующие восемь сезонов провёл в казанской команде в чемпионате СССР, МХЛ и РХЛ. В конце сезона 1997/98 перешёл в нижнекамский «Нефтехимик», за который отыграл следующие девять сезонов в Суперлиге. В мае 2007 года подписал контракт с хабаровским «Амуром», но за команду не выступал.
В апреле 2002 года сыграл в двух товарищеских матчах сборной России против Финляндии.
По окончании карьеры — бизнесмен, руководитель ДЮСШ «Зилант» Казань.